# Drepanosticta berlandi
Drepanosticta berlandi là loài chuồn chuồn trong họ Platystictidae. Loài này được Lieftinck mô tả khoa học đầu tiên năm 1939.